# Gynoplistia jurgiosa
Gynoplistia jurgiosa är en tvåvingeart som beskrevs av Walker 1858. Gynoplistia jurgiosa ingår i släktet Gynoplistia och familjen småharkrankar. Inga underarter finns listade i Catalogue of Life.